# Welton Township
Die Welton Township ist eine von 18 Townships im Clinton County im Osten des US-amerikanischen Bundesstaates Iowa. Im Jahr 2010 hatte die Welton Township 533 Einwohner.

## Geografie
Die Welton Township liegt im Osten von Iowa rund 40 km westlich des Mississippi, der die Grenze zu Illinois bildet. Die Grenze zu Wisconsin befindet sich rund 70 km nördlich.
Die Welton Township liegt auf 41°54′26″ nördlicher Breite und 90°36′45″ westlicher Länge und erstreckt sich über 83,28 km².
Die Welton Township liegt im Zentrum des Clinton County und grenzt im Norden an die Bloomfield Township, im Nordosten an die Waterford Township, im Osten an die Washington Township, im Südosten an die De Witt Township, im Süden an die Orange Township, im Westen an die Grant Township und im Nordwesten an die Brookfield Township.

## Verkehr
Durch die Welton Township verläuft in Nord-Süd-Richtung der U.S. Highway 61. Alle weiteren Straßen sind County Roads oder weiter untergeordnete und zum Teil unbefestigte Fahrwege.
Die nächstgelegenen Flugplätze sind der rund 20 km nordwestlich der Township gelegene Maquoketa Municipal Airport und der rund 25 km südöstlich gelegene Clinton Municipal Airport; der nächstgelegene größere Flughafen ist der rund 55 km südlich gelegene Quad City International Airport.

## Demografische Daten
Nach der Volkszählung im Jahr 2010 lebten in der Welton Township 533 Menschen in 198 Haushalten. Die Bevölkerungsdichte betrug 6,4 Einwohner pro Quadratkilometer. In den 198 Haushalten lebten statistisch je 2,69 Personen.
Ethnisch betrachtet setzte sich die Bevölkerung zusammen aus 97,9 Prozent Weißen, 0,2 Prozent (eine Person) Afroamerikanern sowie 0,2 Prozent (eine Person) amerikanischen Ureinwohnern; 1,7 Prozent (neun Personen) stammten von zwei oder mehr Ethnien ab. Unabhängig von der ethnischen Zugehörigkeit waren 2,3 Prozent der Bevölkerung spanischer oder lateinamerikanischer Abstammung.
26,3 Prozent der Bevölkerung waren unter 18 Jahre alt, 62,1 Prozent waren zwischen 18 und 64 und 11,6 Prozent waren 65 Jahre oder älter. 47,5 Prozent der Bevölkerung war weiblich.
Das mittlere jährliche Einkommen eines Haushalts lag bei 51.250 USD. Das Pro-Kopf-Einkommen betrug 25.899 USD. 2,2 Prozent der Einwohner lebten unterhalb der Armutsgrenze.

## Orte
Neben Streubesiedlung existieren in der Waterford Township zwei Siedlungen:
- Welton (City)
- North Welton (Unincorporated Community)